# Gabriel Fuentes
Gabriel Rafael Fuentes Gómez (Santa Marta, 9 de fevereiro de 1997) é um futebolista colombiano que atua como lateral-esquerdo. Atualmente, joga pelo Fluminense.

## Carreira

### Barranquilla
Gabriel Fuentes iniciou sua carreira profissional no Barranquilla, clube formador da Colômbia, onde atuou entre 2014 e 2018, disputando 58 partidas.

### Junior
Em 2018, transferiu-se para o Junior, principal clube de Barranquilla, onde se destacou e permaneceu até 2024. Durante sua passagem pelo Junior, disputou 250 partidas e marcou 9 gols, participando de competições nacionais e internacionais, incluindo a Libertadores.

### Real Zaragoza
Na temporada 2022-2023, foi emprestado ao Real Zaragoza, da Espanha, onde disputou 23 partidas. O clube espanhol não exerceu a opção de compra ao final do empréstimo, e o jogador retornou ao Junior.

### Fluminense
Em setembro de 2024, Gabriel Fuentes foi contratado pelo Fluminense. O clube brasileiro desembolsou aproximadamente R$ 6,6 milhões por 60% dos direitos econômicos do jogador, que assinou contrato até 2028.
Em março de 2025, sofreu uma lesão muscular na posterior direita durante o jogo de ida da final do Campeonato Carioca contra o Flamengo, desfalcando a equipe para a partida decisiva.
Em abril de 2025, iniciou a transição física após período de recuperação, retornando gradualmente aos treinamentos.
Pelo Fluminense, disputou 22 partidas até maio de 2025.

## Características
Com 1,81 m de altura e 71 kg, Gabriel Fuentes é um lateral-esquerdo ofensivo, que atua preferencialmente com o pé esquerdo. Possui capacidade de sair ao ataque e bom jogo aéreo. Também tem experiência atuando como zagueiro central, posição que ocupou em divisões menores do futebol colombiano.

## Seleção Colombiana
Gabriel Fuentes representou a Seleção Colombiana em 9 partidas, sendo 2 pela seleção principal em 2017 e 7 pela seleção sub-23 em 2020.

## Títulos
Junior
- Categoría Primera A: 2018-Clausura, 2019-Apertura, 2023-Clausura[1]
- Superliga da Colômbia: 2019, 2020[1]

## Estatísticas

### Clubes
Atualizado até 26 de julho de 2025.
| Clube             | Temporada         | Campeonato nacional                                     | Campeonato nacional                                     | Campeonato nacional                                     | Copa nacional[a]                                        | Copa nacional[a]                                        | Copa nacional[a]                                        | Competições continentais[b]                             | Competições continentais[b]                             | Competições continentais[b]                             | Outros torneios[c]                                      | Outros torneios[c]                                      | Outros torneios[c]                                      | Total                                                   | Total                                                   | Total                                                   |
| Clube             | Temporada         | Jogos                                                   | Gols                                                    | Assists                                                 | Jogos                                                   | Gols                                                    | Assists                                                 | Jogos                                                   | Gols                                                    | Assist                                                  | Jogos                                                   | Gols                                                    | Assists                                                 | Jogos                                                   | Gols                                                    | Assists                                                 |
| ----------------- | ----------------- | ------------------------------------------------------- | ------------------------------------------------------- | ------------------------------------------------------- | ------------------------------------------------------- | ------------------------------------------------------- | ------------------------------------------------------- | ------------------------------------------------------- | ------------------------------------------------------- | ------------------------------------------------------- | ------------------------------------------------------- | ------------------------------------------------------- | ------------------------------------------------------- | ------------------------------------------------------- | ------------------------------------------------------- | ------------------------------------------------------- |
| Fluminense        | 2025              | 5                                                       | 0                                                       | 0                                                       | 4                                                       | 0                                                       | 1                                                       | 2                                                       | 0                                                       | 0                                                       | 11                                                      | 0                                                       | 4                                                       | 22                                                      | 0                                                       | 5                                                       |
| Fluminense        | 2024              | 6                                                       | 0                                                       | 0                                                       | 0                                                       | 0                                                       | 0                                                       | 0                                                       | 0                                                       | 0                                                       | 0                                                       | 0                                                       | 0                                                       | 6                                                       | 0                                                       | 0                                                       |
| Fluminense        | Total             | 10                                                      | 0                                                       | 0                                                       | 4                                                       | 0                                                       | 1                                                       | 2                                                       | 0                                                       | 0                                                       | 11                                                      | 0                                                       | 4                                                       | 28                                                      | 0                                                       | 5                                                       |
| Real Zaragoza     | 2022–2023         | 22                                                      | 0                                                       | 2                                                       | 1                                                       | 0                                                       | 0                                                       | 0                                                       | 0                                                       | 0                                                       | 0                                                       | 0                                                       | 0                                                       | 23                                                      | 0                                                       | 2                                                       |
| Real Zaragoza     | Total             | 22                                                      | 0                                                       | 2                                                       | 1                                                       | 0                                                       | 0                                                       | 0                                                       | 0                                                       | 0                                                       | 0                                                       | 0                                                       | 0                                                       | 23                                                      | 0                                                       | 2                                                       |
| Junior            | 2024              | 28                                                      | 1                                                       | 3                                                       | 0                                                       | 0                                                       | 0                                                       | 8                                                       | 1                                                       | 1                                                       | 2                                                       | 0                                                       | 0                                                       | 38                                                      | 2                                                       | 4                                                       |
| Junior            | 2023              | 21                                                      | 2                                                       | 4                                                       | 2                                                       | 1                                                       | 0                                                       | 0                                                       | 0                                                       | 0                                                       | 0                                                       | 0                                                       | 0                                                       | 23                                                      | 3                                                       | 4                                                       |
| Junior            | 2022              | 29                                                      | 1                                                       | 4                                                       | 2                                                       | 0                                                       | 0                                                       | 7                                                       | 0                                                       | 0                                                       | 0                                                       | 0                                                       | 0                                                       | 38                                                      | 1                                                       | 4                                                       |
| Junior            | 2021              | 38                                                      | 0                                                       | 5                                                       | 2                                                       | 0                                                       | 0                                                       | 10                                                      | 0                                                       | 3                                                       | 0                                                       | 0                                                       | 0                                                       | 50                                                      | 0                                                       | 8                                                       |
| Junior            | 2020              | 13                                                      | 0                                                       | 2                                                       | 1                                                       | 0                                                       | 0                                                       | 10                                                      | 0                                                       | 3                                                       | 2                                                       | 0                                                       | 0                                                       | 26                                                      | 0                                                       | 5                                                       |
| Junior            | 2019              | 40                                                      | 1                                                       | 2                                                       | 0                                                       | 0                                                       | 0                                                       | 3                                                       | 0                                                       | 0                                                       | 2                                                       | 0                                                       | 1                                                       | 45                                                      | 2                                                       | 3                                                       |
| Junior            | 2018              | 21                                                      | 1                                                       | 0                                                       | 2                                                       | 0                                                       | 0                                                       | 7                                                       | 0                                                       | 0                                                       | 0                                                       | 0                                                       | 0                                                       | 30                                                      | 1                                                       | 0                                                       |
| Junior            | Total             | 190                                                     | 6                                                       | 20                                                      | 9                                                       | 1                                                       | 0                                                       | 45                                                      | 1                                                       | 7                                                       | 6                                                       | 0                                                       | 1                                                       | 250                                                     | 9                                                       | 28                                                      |
| Barranquilla      | 2014-2017         | ——————————————————————————————————————————————————————— | ——————————————————————————————————————————————————————— | ——————————————————————————————————————————————————————— | ——————————————————————————————————————————————————————— | ——————————————————————————————————————————————————————— | ——————————————————————————————————————————————————————— | ——————————————————————————————————————————————————————— | ——————————————————————————————————————————————————————— | ——————————————————————————————————————————————————————— | ——————————————————————————————————————————————————————— | ——————————————————————————————————————————————————————— | ——————————————————————————————————————————————————————— | ——————————————————————————————————————————————————————— | ——————————————————————————————————————————————————————— | ——————————————————————————————————————————————————————— |
| Barranquilla      | Total             | Total                                                   | Total                                                   | Total                                                   | Total                                                   | Total                                                   | Total                                                   | Total                                                   | Total                                                   | Total                                                   | Total                                                   | Total                                                   | Total                                                   | 58                                                      | 0                                                       | 0                                                       |
| Total na carreira | Total na carreira | Total na carreira                                       | Total na carreira                                       | Total na carreira                                       | Total na carreira                                       | Total na carreira                                       | Total na carreira                                       | Total na carreira                                       | Total na carreira                                       | Total na carreira                                       | Total na carreira                                       | Total na carreira                                       | Total na carreira                                       | 358                                                     | 9                                                       | 35                                                      |